# Най, Билл
Уильям Сэнфорд Най (англ. William Sanford Nye; род. 27 ноября 1955, Вашингтон) — американский инженер, актёр и телеведущий-популяризатор науки. Наиболее известен как ведущий передачи «Билл Най — учёный шалопай» на Public Broadcasting Service в 1993—1998 годах. Лауреат ряда дневных премий «Эмми», Президентской медали Свободы (2025).

## Биография
Уильям Сэнфорд Най родился в Вашингтоне, его родителями были Жаклин (1921—2000), служившая криптографом во время Второй мировой войны, и Эдвин Дерби Най (1917—1997), также бывший ветеран Второй мировой. После окончания школы Най обучался в Корнеллском университете, где одним из его преподавателей был Карл Саган, и закончил в 1977 году.
Най начал свою карьеру в компании Боинг, где помимо прочего снимался в обучающих фильмах. Позже он работал консультантом в индустрии воздухоплавания. В интервью 1999 года он сказал, что подавал заявку в НАСА на должность астронавта каждые несколько лет, но каждый раз ему в этом отказывали.
В 2010 году Най занял должность исполнительного директора Планетарного общества.

## Фильмография
- Теория Большого взрыва, 7 сезон, 7 серия и 12 сезон, 1 серия — камео
- Звёздные врата: Атлантида, 5 сезон, 16 серия — камео
- 4исла, 3 сезон, 8 серия — камео
- Слепое пятно, 3 сезон, 20 серия — камео
- Слепое пятно, 4 сезон, 18 серия — камео
- Танцор в маске — играет самого себя
- Фиксики: Большой секрет — Игрек (Digit) — дубляж с русского от Станислава Евсина
- Блаженство (2021) — камео

## Награды
- Президентская медаль Свободы (4 января 2025)[4]